# Hayashi Chūshirō
Hayashi Chūshirō (japanisch 林 忠四郎; * 25. Juli 1920 in Kyōto; † 28. Februar 2010 ebenda) war ein japanischer Astrophysiker.

## Werdegang
Hayashi erwarb seinen Bachelor in Physik 1942 an der Universität von Tokio. Nach Aufenthalten in Tōkyo, als Mitarbeiter von Hideki Yukawa 1945 an der Universität von Kyōto sowie an der Naniwa-Universität in Osaka kehrte er als Professor nach Kyōto zurück.
1950 trug er einen wichtigen Beitrag zur Theorie des Urknalls bei, indem er zeigte, dass das von Ralph Alpher und George Gamow vorgeschlagene Modell (Alpher-Bethe-Gamow-Theorie) um die Bildung von Elektron-Positron-Paaren ergänzt werden musste.
Hayashi entwickelte die ersten Modelle sich zusammenziehender junger Sterne in einem Stadium, noch bevor sie die Hauptreihe des Hertzsprung-Russell-Diagramms erreicht haben. Nach ihm ist die Hayashi-Linie benannt.

## Ehrungen
- 1965 Asahi-Preis
- 1970 Eddington-Medaille
- 1982 Ernennung zum Bunka Kōrōsha, zur Person mit besonderen kulturellen Verdiensten
- 1986 Kaiserlicher Kulturorden
- 1989 Mitglied der National Academy of Sciences
- 1995 Kyoto-Preis
- 2004 Bruce Medal
- 2007 Namensgeber für den Asteroiden (12141) Chushayashi